# Тарадо
Тарадо́ (фр. Taradeau) — коммуна на юго-востоке Франции в регионе Прованс — Альпы — Лазурный берег, департамент Вар, округ Драгиньян, кантон Видобан.
Площадь коммуны — 17,31 км², население — 1685 человек (2006) с тенденцией к росту: 1786 человек (2012), плотность населения — 103,0 чел/км².

## Население
Население коммуны в 2011 году составляло — 1767 человек, а в 2012 году — 1786 человек.
| 1962 | 1968 | 1975 | 1982 | 1990 | 1999 | 2006 | 2007 | 2011 | 2012 |
| ---- | ---- | ---- | ---- | ---- | ---- | ---- | ---- | ---- | ---- |
| 367  | 421  | 535  | 774  | 1151 | 1619 | 1685 | 1694 | 1767 | 1786 |

Динамика населения:

## Экономика
В 2010 году из 1004 человек трудоспособного возраста (от 15 до 64 лет) 738 были экономически активными, 266 — неактивными (показатель активности 73,5 %, в 1999 году — 64,0 %). Из 738 активных трудоспособных жителей работали 636 человек (350 мужчин и 286 женщин), 102 числились безработными (35 мужчин и 67 женщин). Среди 266 трудоспособных неактивных граждан 58 были учениками либо студентами, 122 — пенсионерами, а ещё 86 — были неактивны в силу других причин.
На протяжении 2010 года в коммуне числилось 754 облагаемых налогом домохозяйства, в которых проживало 1775,0 человек. При этом медиана доходов составила 19 724 евро на одного налогоплательщика.

## Достопримечательности (фотогалерея)
- Здание мэрии
- Средневековая башня